# Hemsöborna (1966)
Hemsöborna är en svensk TV-serie från 1966 baserad på romanen av August Strindberg.

## Handling
Ut till Hemsö kommer Carlsson för att hjälpa till med änkan Flods lantbruk. Det skär sig snabbt mellan Carlsson och Flods son Gusten som tycker att Carlsson är högfärdig. Carlsson får dock ordning på lantbruket och han får idén att hyra ut ett av husen till en professorsfamilj under sommaren. Det ger extrapengar och Carlsson förälskar sig i en av pigorna från Stockholm, Ida. Sin uppvaktning har han dock inget för och nästa sommar gifter sig Carlsson med madam Flod. Den äkta sängen har dock inte mycket att erbjuda och Flod förstår snart att Carlsson är närgången mot pigorna. Hon smyger efter Carlsson en vinternatt och drar på sig lunginflammation. Under julen dör hon och när kistan ska föras till kyrkan går isen upp, kistan sjunker och Carlsson förmodas drunkna.

## Om TV-serien
TV-serien premiärvisades 19 februari 1966, och har repriserats flera gånger. 
Inspelningen började vintern 1965 med inspelning av vinterscener och därefter återvände man under sommaren 1965 för övriga scener. Inspelningen hade sin bas på Dalarö hotell och inspelningen ägde rum på Kymmendö, som var Strindbergs förebild för Hemsö.

## Rollista
- Allan Edwall – Carlsson
- Sif Ruud – madam Flod
- Sven Wollter – Gusten
- Hilding Gavle – Rundqvist
- Håkan Serner – Norman
- Anna Schönberg – Clara
- Åsa Brolin – Lotten
- Edvin Adolphson – Erik Nordström, prästen
- Veronica Björnstrand - dotter
- Julia Cæsar – piga hos prästen
- Gregor Dahlman – dräng
- Håkan Jahnberg – professor
- Helena Reuterblad – Ida
- Thomas Svanfeldt – son
- Fylgia Zadig – professorns fru
- Åke Fridell – Rapp
- Ulf Palme – berättare

## Tidigare filmatiseringar
Romanen Hemsöborna har filmatiserats tre gånger tidigare som dramafilm, 1919 i regi av Carl Barcklind, 1944 i regi av Sigurd Wallén och 1955 i regi av Arne Mattsson.